# Odivelas (freguesia)
Odivelas is een plaats en freguesia in de Portugese gemeente Odivelas en telt 53448 inwoners (2001).